# Mihail Xantho
Mihail Xantho, auch Michael Xantho (* 19. Oktober 1891 in Wien; † 24. Januar 1940 ebenda) war ein österreichischer Schauspieler.

## Leben
Xantho erhielt in den frühen 1910er Jahren seine künstlerische Ausbildung an der Akademie für Musik und darstellende Kunst seiner Heimatstadt Wien. Von 1916 bis 1921 ist er als Schauspieler am 
Stadttheater von Zürich nachweisbar. Zeitgleich, inmitten des Ersten Weltkriegs,  absolvierte Mihail Xantho auch seinen ersten Auftritt vor der Kamera in einer Inszenierung des in der Schweiz internierten, französischen Filmregisseurs Charles Decroix. Von 1922 bis 1924 war Xantho an Wiens Kammerspielen und bis 1926 auch an der Renaissancebühne der österreichische Hauptstadt engagiert. Zu dieser Zeit erhielt er mit dem Napoleon Bonaparte in Michael Kertesz’ Der junge Medardus 1923 seine erste bedeutendere Filmrolle. Dennoch blieb Xantho zunächst dem Kino fern und konzentrierte sich weiterhin auf die Bühnenarbeit. So war er zwischen 1929 und 1934 am Volkstheater verpflichtet und spielte unter anderem in Inszenierungen von Karlheinz Martin, der ihn später auch vor die Kamera holen sollte.
Das Kino begann erst ab 1933 eine gewisse Bedeutung in Mihail Xanthos Leben zu gewinnen. Bis ein Jahr vor seinem Tod trat er mit mehr oder weniger kleinen Nebenrollen in einer Reihe von in Wien gedrehten Filmen auf. Xantho spielte oftmals höhere Respektspersonen: einen Hoteldirektor in Kleine Mutti und Die Liebe des Maharadscha, einen Untersuchungsrichter in Schatten der Vergangenheit, einen Professor in Peter im Schnee, einen Polizeikommissar in Liebling der Matrosen und, an der Seite von Heinz Rühmann und Hans Moser, einen Rechtsanwalt in 13 Stühle.
Xantho starb an den Folgen einer Operation.

## Filmografie
- 1917: Frühlingsmanöver
- 1923: Der junge Medardus
- 1933: Unsichtbare Gegner
- 1933: Le chant du destin
- 1934: Hohe Schule
- 1934: Bretter, die die Welt bedeuten
- 1935: Der Kosak und die Nachtigall
- 1935: Kleine Mutti
- 1935: …nur ein Komödiant
- 1936: Die Liebe des Maharadscha
- 1936: Die Frau des Anderen
- 1936: Schatten der Vergangenheit
- 1936: Manja Valewska
- 1936: Der Weg des Herzens (Prater)
- 1937: Liebling der Matrosen
- 1937: Peter im Schnee
- 1938: Adresse unbekannt (auch tschech. Vers.: Ze všech jediná)
- 1938: Spiegel des Lebens
- 1938: 13 Stühle
- 1939: Ins blaue Leben
- 1939: Hotel Sacher